# Clancy
Clancy è un cortometraggio muto del 1910 diretto da Ray Myers. Prodotto dalla Vitagraph e distribuito negli Stati Uniti attraverso la General Film Company, aveva come interpreti Harry T. Morey, Julia Swayne Gordon e Bertha Krieghoff.

## Produzione
Il film fu prodotto dalla Vitagraph Company of America.

## Distribuzione
Distribuito dalla General Film Company, il film - un cortometraggio in una bobina - uscì nelle sale cinematografiche statunitensi il 23 dicembre 1910.